# Agnus Dei (film)
Agnus Dei – kosowski film fabularny z roku 2012 w reżyserii Agima Sopiego.

## Opis fabuły
Trzydziestoletni Peter żyje wraz z matką i jej mężem Stojanem w małej wsi w Serbii. Peter urodził się w Kosowie ze związku Marii z młodym albańskim mężczyzną w czasie, kiedy obie społeczności były skonfliktowane. Matka chce, aby Peter wziął udział w wojnie, ale on chce uciec na Zachód. Zostaje jednak wcielony przymusowo do jednego z serbskich oddziałów paramilitarnych. W jednej z walk zabija swojego biologicznego ojca – Diniego, którego wcześniej nie miał okazji poznać. Po tym wydarzeniu dezerteruje. Udaje mu się poznać córkę Diniego, Marię, którą porywa i ukrywają się razem w górach. Dopiero po powrocie do domu Peter w pełni uświadamia sobie, że zabił ojca i żyje w związku kazirodczym z własną siostrą. Załamanie psychiczne prowadzi do samobójstwa.
Premiera filmu odbyła się w kinie ABC w Prisztinie.

## Obsada
- Astrit Alihajdaraj jako Peter (Pjeter)
- Dafina Berisha jako Maria
- Zhaklina Oshtir jako Matka Petera
- Çun Lajçi jako Vuk
- Enver Petrovci jako Vojvodo
- Bajrush Mjaku jako ojciec Stojan
- Blerim Gjoci jako Memo
- Agron Shala jako Dejan
- Lumnie Sopi jako Hana
- Aurita Agushi jako matka Dino
- Mentor Zymberaj jako żołnierz Jovo
- Ismet Azemi jako żołnierz Branko
- Bislim Muçaj
- Vedat Haxhislami
- Selam Jusufi
- Ramadan Malaj

## Nagrody i wyróżnienia
- 2015: Festiwal Filmowy w Amsterdamie
  - Cinematic Vision Award (nagroda Van Gogha) dla reżysera filmu